# Astacilla arietina
Astacilla arietina är en kräftdjursart som beskrevs av Sars 1883. Astacilla arietina ingår i släktet Astacilla och familjen Arcturidae. Arten har ej påträffats i Sverige. Inga underarter finns listade i Catalogue of Life.